# 田平起也
田平 起也（たびら たつや、2001年5月10日 - ）は、大阪府八尾市出身の元プロサッカー選手。ポジションはディフェンダー。左利きのセンターバック。

## 来歴
ジュニアユースまではセレッソ大阪に在籍していたが、高校生になると神戸弘陵学園高等学校に進学。2年生まではAチームとBチームを行ったり来たりだったが、3年生になるとU-18日本代表に選ばれ、古巣のセレッソ大阪に目に留まって内定が決まった。
2021年、いわてグルージャ盛岡へ育成型期限付き移籍。
2022年より完全移籍。
2023年12月1日、いわてグルージャ盛岡は田平の退団を発表した。
2023年12月25日、水戸ホーリーホックへの移籍を発表。
2025年1月2日、現役引退を発表。

## 所属クラブ
- 長池つばさFCフューチャーズ
- 2014年 - 2016年 セレッソ大阪U-15
- 2017年 - 2019年 神戸弘陵学園高等学校
  - 2019年 セレッソ大阪（特別指定選手）
- 2020年 - 2021年  セレッソ大阪
  - 2021年  いわてグルージャ盛岡 (期限付き移籍)
- 2022年 - 2023年  いわてグルージャ盛岡
- 2024年  水戸ホーリーホック

## 個人成績
| 国内大会個人成績 | 国内大会個人成績 | 国内大会個人成績 | 国内大会個人成績 | 国内大会個人成績 | 国内大会個人成績 | 国内大会個人成績 | 国内大会個人成績 | 国内大会個人成績 | 国内大会個人成績 | 国内大会個人成績 | 国内大会個人成績 |
| 年度             | クラブ           | 背番号           | リーグ           | リーグ戦         | リーグ戦         | リーグ杯         | リーグ杯         | オープン杯       | オープン杯       | 期間通算         | 期間通算         |
| 年度             | クラブ           | 背番号           | リーグ           | 出場             | 得点             | 出場             | 得点             | 出場             | 得点             | 出場             | 得点             |
| 日本             | 日本             | 日本             | 日本             | リーグ戦         | リーグ戦         | リーグ杯         | リーグ杯         | 天皇杯           | 天皇杯           | 期間通算         | 期間通算         |
| ---------------- | ---------------- | ---------------- | ---------------- | ---------------- | ---------------- | ---------------- | ---------------- | ---------------- | ---------------- | ---------------- | ---------------- |
| 2020             | C大阪            | 46               | J1               | 0                | 0                | 0                | 0                | -                | -                | 0                | 0                |
| 2021             | 岩手             | 46               | J3               | 1                | 0                | -                | -                | 1                | 1                | 2                | 1                |
| 2022             | 岩手             | 16               | J2               | 10               | 0                | -                | -                | 1                | 0                | 11               | 0                |
| 2023             | 岩手             | 2                | J3               | 3                | 0                | -                | -                | 2                | 0                | 5                | 0                |
| 2024             | 水戸             | 16               | J2               | 1                | 0                | 1                | 0                | 0                | 0                | 2                | 0                |
| 通算             | 日本             | 日本             | J1               | 0                | 0                | 0                | 0                | -                | -                | 0                | 0                |
| 通算             | 日本             | 日本             | J2               | 11               | 0                | 1                | 0                | 1                | 0                | 13               | 0                |
| 通算             | 日本             | 日本             | J3               | 4                | 0                | -                | -                | 3                | 1                | 7                | 1                |
| 総通算           | 総通算           | 総通算           | 総通算           | 15               | 0                | 1                | 0                | 4                | 1                | 20               | 1                |

| 2020   | C大23  | 46     | J3     | 22 | 1 | 22 | 1 |
| 通算   | 日本   | 日本   | J3     | 22 | 1 | 22 | 1 |
| 総通算 | 総通算 | 総通算 | 総通算 | 22 | 1 | 22 | 1 |

- 2019年 特別指定選手としての出場無し

出場歴
- Jリーグ初出場 - 2020年7月5日 J3第2節 ガンバ大阪U-23戦（パナソニックスタジアム吹田）
- Jリーグ初得点 - 2020年8月2日 J3第8節 いわてグルージャ盛岡戦（北上総合運動公園陸上競技場）

## 代表歴
- U-18日本代表
  - リスボン国際トーナメントU18（2019年）
  - 福島トレーニングキャンプ (2019年)
- U-19日本代表
  - 千葉トレーニングキャンプ（2020年）